# Saint-Priest-la-Feuille
Saint-Priest-la-Feuille este o comună în departamentul Creuse din centrul Franței. În 2009 avea o populație de 729 de locuitori.

## Evoluția populației
| An        | 1975 | 1982 | 1990 | 1999 | 2006 | 2009 |
| --------- | ---- | ---- | ---- | ---- | ---- | ---- |
| Populație | 689  | 638  | 635  | 619  | 650  | 729  |